# Derecha de Cataluña
Derecha de Cataluña (en catalán: Dreta de Catalunya) fue una organización política de Cataluña (España) de ideología conservadora y monárquica, constituida en Barcelona el 8 de abril de 1933. Formaba parte del partido nacional Renovación Española.
Su primera Junta estuvo compuesta por: Presidente, Javier de Ros; vicepresidente primero, señor conde de Fígols; vicepresidente segundo, Santiago Torent Buxó; vicepresidente tercero, Julio Díaz Camps; tesorero, Luis Satrústegui; vicetesorero, Jorge Girona; secretario, José Bertrán y Güell; vicesecretario primero, Miguel Martí Cabrera; vicesecretario segundo, Joaquín de Arquer; vocales: el marqués de Barberá, conde de San Miguel de Castellar, Alejandro Linatti, Manuel Albert Despujol, Antonio Sala Amat, Guillermo de Benaben, Enrique de Angulo y José Eduardo de Olano.
Encontramos miembros de antiguos partidos monárquicos, como el abogado Santiago Torent Buxó y los industriales Juan Campmajó, Damián Mateu y Bisa y José María de Albert Despujol.
Se presentó a las elecciones generales españolas de 1936 (celebradas el 16 de febrero de 1936), dentro del Frente Catalán de Orden, pero no tuvo representación en las Cortes Españolas, acaparando la Lliga Regionalista toda la representación.